# Einhalten
Einhalten bezeichnet in der Textilindustrie und der Kürschnerei das Zusammenfügen zweier ungleich langer Stoffe oder Pelzteile, ohne dass dabei die längere Kante in erkennbare Falten gelegt wird.

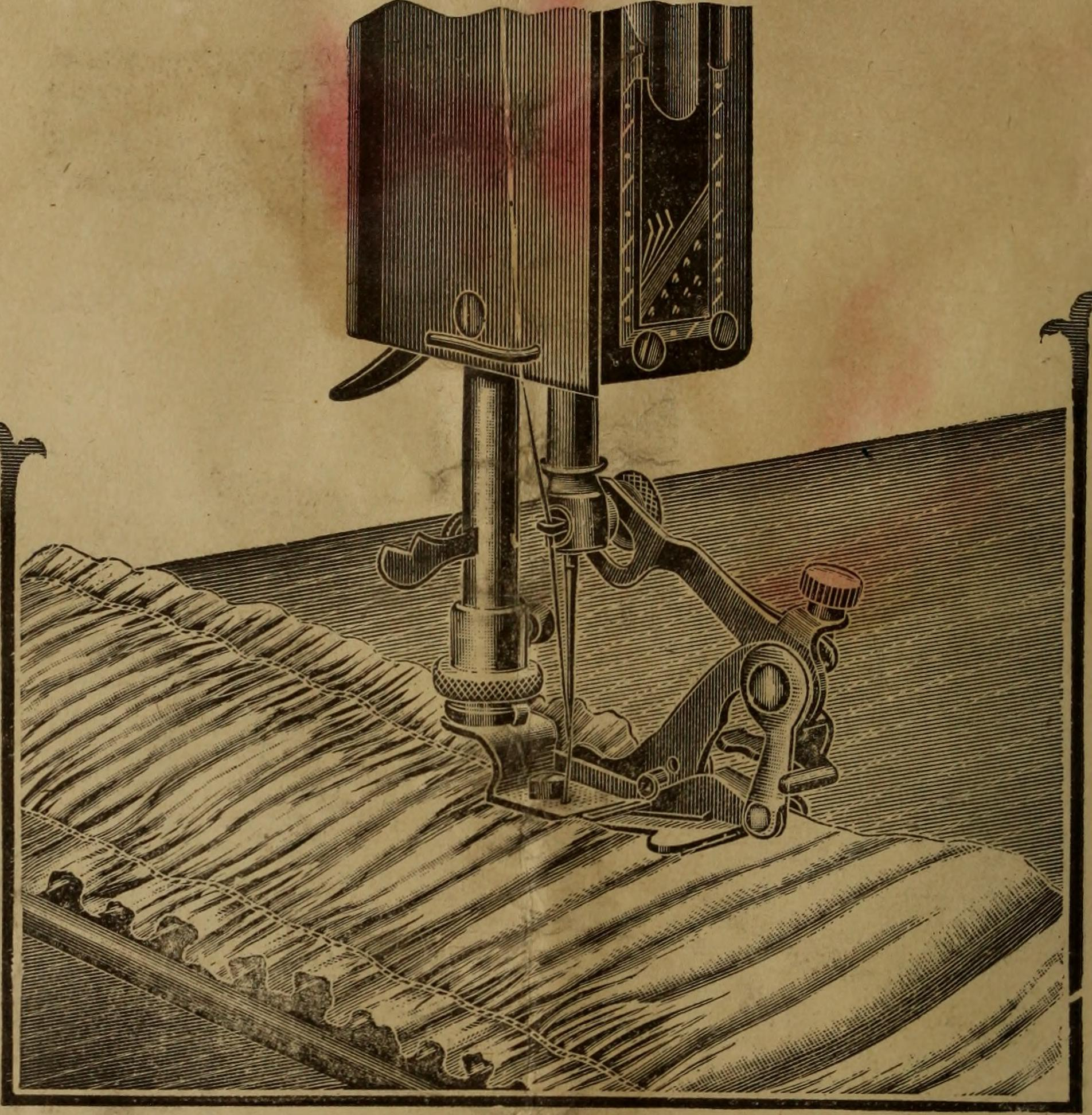
Anrüschen durch Einhalten mit der Nähmaschine (1902)

Um ein Kleidungsstück der Körperform anzupassen oder ihm die nötige Bequemlichkeit zu verleihen, müssen häufig zwei unterschiedlich lange Kanten zusammengenäht werden. Abhängig vom Schnittmuster wird dabei entweder die kürzere Kante gedehnt, oder die längere eingehalten, indem der Stoff beim Nähen auf die Länge der kürzeren Kante zusammengeschoben wird. Mit einem Hilfsfaden, der neben der Nahtlinie eingezogen wird, lässt sich das längere Teil vorab auf die gewünschte Weite zusammenziehen. Insbesondere die hinteren Schulternähte und die Armkugeln werden eingehalten um schöne Rundungen zu formen.
In der Kürschnerei kommt das Einhalten ständig vor. Ungleich ausgedehnte Fellkanten werden zusammengefügt, beim Auslassen entstehen durch Rundungen ungleich lange Kanten, und anderes. Beim Nähen mit der Pelznähmaschine besteht die Möglichkeit, durch Anschieben oder Abbremsen des nichtangetriebenen Transporttellers die dem Teller zugewandte oder aber die gegenüberliegende Kante einzuhalten. Durch fachgerechtes Bügeln oder ein Ausspannen des angefeuchteten Leders werden die dabei entstehenden Verwerfungen im Leder beseitigt.